# Ciciliano
Ciciliano település Olaszországban, Lazio régióban, Róma megyében. Lakosainak száma 1236 fő (2023. január 1.). Ciciliano Capranica Prenestina, Castel Madama, Pisoniano, Sambuci, San Gregorio da Sassola és Cerreto Laziale községekkel határos.

## Népesség
A település lakossága az elmúlt években az alábbi módon változott:
| Lakosok száma | 1333 | 1331 | 1236 |
|               | 2017 | 2018 | 2023 |